# Миятович, Андре
А́ндре Мия́тович (хорв. Andre Mijatović; 3 декабря 1979, Риека, СФРЮ) — хорватский футболист, защитник; тренер.

## Биография
Воспитанник футбольной школы клуба «Риека». С 1998 года стал играть в основном составе «Риеки» на позиции защитника. Выходил в 122 матчах в течение 5 сезонов, 10 раз забивал голы в национальном чемпионате. 10 раз выходил на поле в еврокубковых матчах, три раза отличался.
Одновременно Миятович играл в молодёжной сборной Хорватии, с апреля 1999 по июнь 2001 года провёл 10 встреч в футболке молодёжной сборной. Был участником молодёжного чемпионата мира 1999 года, с командой дошёл до 1/8 финала, провёл полностью все матчи. Как член сборной получил приз за честную игру. Принимал участие в отборочном турнире чемпионата Европы 2002 года для молодёжных команд.
В 2003 году перешёл в загребское «Динамо», где провёл 51 встречу и только один раз отличился. В 2004 году выиграл Кубок Хорватии. Участвовал подряд в двух кубках УЕФА, провёл там 8 матчей и забил один из шести голов в ворота нидерландского «Беверена» (итоговый счёт 6:1).
Вскоре он отправился во вторую Бундеслигу и стал игроком «Гройтер Фюрта». Дебютировал 6 августа 2005 года в игре против дрезденского «Динамо», но очень неудачно: получил две жёлтые карточки и был удалён с поля. Всего за сезон выходил на поле 30 раз, три раза забивал в ворота противника. Первый его гол был в ворота бургхаузенского «Ваккера» (встреча завершилась ничьей 2:2). С июля 2007 года стал игроком «Арминии» из Билефельда, с 2010 года играет в «Герте». На некоторое количество матчей был назначен капитаном команды по решению Маркуса Баббеля.

## Достижения
- Вице-чемпион Хорватии: 1998/99, 2003/04
- Обладатель Кубка Хорватии: 2003/04
- Обладатель Суперкубка Хорватии: 2003